# Manfred Knickenberg
Manfred Knickenberg (Wuppertal, República Federal Alemana, 26 de agosto de 1937) fue un atleta alemán especializado en la prueba de 4 × 100 m, en la que consiguió ser campeón europeo en 1966.

## Carrera deportiva
En el Campeonato Europeo de Atletismo de 1966 ganó la medalla de bronce en los relevos de 4x100 metros, con un tiempo de 39.8 segundos, llegando a meta tras Francia (oro con 39.4 segundos que fue récord de los campeonatos) y la Unión Soviética (plata).